# Liste der Kulturdenkmale in Lauenstein (Altenberg)
Die Liste der Kulturdenkmale in Lauenstein (Altenberg) enthält die Kulturdenkmale im Altenberger Ortsteil Lauenstein. Die Anmerkungen sind zu beachten.
Diese Liste ist eine Teilliste der Liste der Kulturdenkmale im Landkreis Sächsische Schweiz-Osterzgebirge.
Diese Liste ist eine Teilliste der Liste der Kulturdenkmale in Sachsen.

## Legende
- Bild: Bild des Kulturdenkmals, ggf. zusätzlich mit einem Link zu weiteren Fotos des Kulturdenkmals im Medienarchiv Wikimedia Commons. Wenn man auf das Kamerasymbol klickt, können Fotos zu Kulturdenkmalen aus dieser Liste hochgeladen werden:
- Bezeichnung: Denkmalgeschützte Objekte und ggf. Bauwerksname des Kulturdenkmals
- Lage: Straßenname und Hausnummer oder Flurstücknummer des Kulturdenkmals. Die Grundsortierung der Liste erfolgt nach dieser Adresse. Der Link (Karte) führt zu verschiedenen Kartendiensten mit der Position des Kulturdenkmals. Fehlt dieser Link, wurden die Koordinaten noch nicht eingetragen. Sind diese bekannt, können sie über ein Tool mit einer Kartenansicht einfach nachgetragen werden. In dieser Kartenansicht sind Kulturdenkmale ohne Koordinaten mit einem roten bzw. orangen Marker dargestellt und können durch Verschieben auf die richtige Position in der Karte mit Koordinaten versehen werden. Kulturdenkmale ohne Bild sind an einem blauen bzw. roten Marker erkennbar.
- Datierung: Baubeginn, Fertigstellung, Datum der Erstnennung oder grobe zeitliche Einordnung entsprechend des Eintrags in der sächsischen Denkmaldatenbank
- Beschreibung: Kurzcharakteristik des Kulturdenkmals entsprechend des Eintrags in der sächsischen Denkmaldatenbank, ggf. ergänzt durch die dort nur selten veröffentlichten Erfassungstexte oder zusätzliche Informationen
- ID: Vom Landesamt für Denkmalpflege Sachsen vergebene, das Kulturdenkmal eindeutig identifizierende Objekt-Nummer. Der Link führt zum PDF-Denkmaldokument des Landesamtes für Denkmalpflege Sachsen. Bei ehemaligen Kulturdenkmalen können die Objektnummern unbekannt sein und deshalb fehlen bzw. die Links von aus der Datenbank entfernten Objektnummern ins Leere führen. Ein ggf. vorhandenes Icon  führt zu den Angaben des Kulturdenkmals bei Wikidata.

## Lauenstein
| Bild                                    | Bezeichnung | Lage                                | Datierung                            | Beschreibung | ID       |
| --------------------------------------- | --- | ----------------------------------- | ------------------------------------ | --- | -------- |
|                                         | Denkmalschutzgebiet Lauenstein | (Karte)                             |                                      | Vorschlag eines Denkmalschutzgebiets | 09300004 |
| Weitere Bilder                          | Sachgesamtheitsbestandteil der Sachgesamtheit Müglitztalbahn, Teilabschnitt Altenberg, OT Lauenstein mit mehreren Einzeldenkmalen     | (Karte)                             | 1936–1938                            | Sachgesamtheitsbestandteil der Sachgesamtheit Müglitztalbahn mit Hochbauten und Ingenieurbauten sowie den erhaltenen Zeugnissen der alten Schmalspurbahn in den Gemeinden Heidenau (OT Heidenau), Dohna (OT Dohna, Köttewitz), Müglitztal (OT Weesenstein), Burkhardtswalde, Mühlbach, Liebstadt (OT Großröhrsdorf), Glashütte (OT Bärenhecke, Cunnersdorf, Schlottwitz, Neudörfel, Dittersdorf, Glashütte) und Altenberg (OT Bärenstein), Altenberg, Geising, Lauenstein – singuläre Anlage von überregionaler geschichtlicher Bedeutung. | 09302503 |
|                                         | Haltepunkt Hartmannmühle (Einzeldenkmal zu ID-Nr. 09302503)                                                                           | (Karte)                             | 1930er Jahre                         | Einzeldenkmal der Sachgesamtheit Müglitztalbahn, Teilabschnitt Altenberg, OT Lauenstein: Haltepunkt Hartmannmühle – eisenbahngeschichtlich, ortsgeschichtlich und verkehrsgeschichtlich von Bedeutung. Der Haltepunkt Hartmannmühle liegt außerhalb einer Ortschaft bei einer Ausflugsgaststätte. Unverändert verläuft die Strecke seit Schmalspurzeiten ebenerdig neben der Müglitztalstraße. Das kleine, hölzerne Wartehäuschen besteht seitdem ebenfalls in unveränderter Form.                                                         | 09302507 |
| Weitere Bilder                          | Bahnhof Lauenstein (Einzeldenkmale zu ID-Nr. 09302503)                                                                                | Am Bahnhof 4 (Karte)                | 1935–1938 (Regelspur)                | Einzeldenkmale der Sachgesamtheit Müglitztalbahn, Teilabschnitt Altenberg, OT Lauenstein: Empfangsgebäude mit hölzernem Güterschuppenanbau des Bahnhofs Lauenstein – bauzeitlich erhaltenes Empfangsgebäude mit Einbauten im Inneren und gestalteter Fassade, als Bestandteil der Bahnstrecke Heidenau–Kurort Altenberg (HA 6605), Müglitztalbahn eisenbahngeschichtlich und ortsgeschichtlich von Bedeutung. | 09278927 |
|                                         | Wohnhaus | Anton-Günther-Weg 5 (Karte)         | ca. 1930                             | Holzhaus womöglich von Christoph & Unmack, baugeschichtliche Bedeutung. | 09303760 |
|                                         | Wohnhaus in Ecklage und offener Bebauung mit Torhaus                                                                                  | Bahnhofstraße 1 (Karte)             | 18. Jh.                              | Wohnhaus zum Teil Fachwerk verputzt, Torhaus im Schlussstein bezeichnet, baugeschichtlich und platzbildprägend von Bedeutung, Mansarddach mit halbem Walm. | 09278929 |
|                                         | Wohnhaus mit Stützmauer | Bahnhofstraße 2 (Karte)             | Kernbau 17. Jh. und älter            | Obergeschoss Fachwerk verbrettert, baugeschichtlich und hausgeschichtlich von Bedeutung, auf hohem Sockelgeschoss. | 09278930 |
|                                         | Rathaus | Bahnhofstraße 4 (Karte)             | bez. 1896                            | Rathaus – zweigeschossiger, frei stehender Putzbau mit übergiebeltem Mittelrisalit, baugeschichtlich und städtebaulich von Bedeutung. | 09278932 |
|                                         | Meilenstein | Bahnhofstraße 4 (bei) (Karte)       | bez. 1859 (Meilenstein)              | Stationsstein, später (wahrscheinlich um 1873) zum Kilometerstein umgearbeitet, mit Kronen und Entfernungsangaben, verkehrsgeschichtlich von Bedeutung. Sandstein, mit Inschriften und Entfernungsangaben in der Maßeinheit Kilometer. | 09278928 |
|                                         | Stein mit Löwenwappen (Stadtwappen)                                                                                                   | Bahnhofstraße 4 (gegenüber) (Karte) | nach 1989, Kopie                     | ortsgeschichtlich von Bedeutung | 09278933 |
|                                         | Mehrfamilienhaus in offener Bebauung, mit Einfriedung                                                                                 | Bahnhofstraße 6 (Karte)             | bez. 1927 (Torbogen)                 | am Torbogen bezeichnet 1927, baugeschichtlich von Bedeutung. HGS (Heimstättengesellschaft Sachsen in Dresden), genossenschaftlicher Wohnungsbau. | 09278934 |
|                                         | Doppelwohnhaus in offener Bebauung | Bahnhofstraße 15; 16 (Karte)        | um 1920                              | städtebaulich von Bedeutung. Mansardwalmdach, originale Fenster. | 09278935 |
|                                         | Wohnhaus mit Gedenktafel für Johann Daniel Klähn                                                                                      | Bahnhofstraße 17 (Karte)            | bez. 1779                            | Korbbogentür im Schlussstein bezeichnet, baugeschichtlich und ortsgeschichtlich von Bedeutung. | 09278936 |
| Direkt Bild zu diesem Denkmal hochladen | Wohnhaus in halboffener Bebauung | Berggasse 4 (Karte)                 | Mitte 19. Jh.                        | Obergeschoss Fachwerk, verbrettert, baugeschichtlich und sozialgeschichtlich von Bedeutung. | 09278938 |
| Direkt Bild zu diesem Denkmal hochladen | Villa Elisabeth | Dresdner Straße 10 (Karte)          | Ende 19. Jh.                         | Wohnhaus in offener Bebauung – repräsentativ, baugeschichtlich und straßenbildprägend von Bedeutung. | 09278940 |
| Direkt Bild zu diesem Denkmal hochladen | Villa | Dresdner Straße 14 (Karte)          | 1896 (Auskunft)                      | mit Schmuckfachwerk, Holzerker und Balkon, baugeschichtlich und städtebaulich von Bedeutung. | 09278941 |
|                                         | Wohnhaus | Katharinengasse 1 (Karte)           | 1. Hälfte 19. Jh.                    | Obergeschoss Fachwerk, baugeschichtlich und sozialgeschichtlich von Bedeutung, auf hohem Sockelgeschoss. | 09278942 |
| Direkt Bild zu diesem Denkmal hochladen | Wohnhaus | Katharinengasse 4 (Karte)           | 1. Hälfte 19. Jh.                    | Obergeschoss Fachwerk verputzt, mit Korbbogentür und Schlussstein, baugeschichtlich von Bedeutung. | 09278943 |
| Direkt Bild zu diesem Denkmal hochladen | Wohnhaus in halboffener Bebauung | Katharinengasse 6 (Karte)           | 1. Hälfte 19. Jh.                    | Obergeschoss Fachwerk verputzt, baugeschichtlich von Bedeutung. | 09278944 |
| Direkt Bild zu diesem Denkmal hochladen | Wohnhaus in offener Bebauung | Katharinengasse 8 (Karte)           | bez. 1792                            | Korbbogentür im Schlussstein bezeichnet, baugeschichtlich und städtebaulich von Bedeutung. | 09278945 |
| Direkt Bild zu diesem Denkmal hochladen | Wohnhaus | Katharinengasse 10 (Karte)          | 1. Hälfte 19. Jh.                    | Obergeschoss Fachwerk, verbrettert, baugeschichtlich und städtebaulich von Bedeutung. | 09278946 |
| Direkt Bild zu diesem Denkmal hochladen | Wohnhaus | Katharinengasse 11 (Karte)          | 1. Hälfte 19. Jh.                    | Obergeschoss Fachwerk, verbrettert, baugeschichtlich und städtebaulich von Bedeutung. | 09278947 |
| Weitere Bilder                          | Ev. Stadtkirche St. Martin und Laurentin Lauenstein                                                                                   | Kirchgasse (Karte)                  | Ende 15. Jh.                         | Kirche mit Kirchenausstattung, Kirchhof mit Einfriedung und Kriegerdenkmal für die Gefallenen des Ersten Weltkrieges – Stadtkirche mit überregional bedeutender Ausstattung, baugeschichtlich, kunstgeschichtlich und ortsgeschichtlich von Bedeutung. | 09278949 |
| Weitere Bilder                          | Schalenbrunnen | Markt (Karte)                       | bez. 1912                            | Schalenbrunnen (mit Falknerfigur auf Sandsteinpostament) – künstlerisch und ortsgeschichtlich von Bedeutung. | 09278950 |
|                                         | Wohnhaus | Markt 1 (Karte)                     | bez. 1839                            | großes ländliches Wohnhaus, giebelständig, Obergeschoss Fachwerk, Korbbogentür bezeichnet 1839, baugeschichtlich und städtebaulich von Bedeutung. | 09278951 |
|                                         | Scheune oder Spritzenhaus | Markt 2 (Karte)                     | bez. 1846 (Wirtschaftsgebäude)       | Scheune oder Spritzenhaus, mit Gedenktafel für die Gefallenen des Ersten Weltkrieges – Gebäude giebelständig zur Straße, mit zwei großen Toren, Schlussstein bezeichnet 1846, sozialgeschichtlich und wirtschaftsgeschichtlich sowie städtebaulich von Bedeutung. | 09278952 |
|                                         | Wohnhaus in Ecklage | Markt 3 (Karte)                     | 2. Hälfte 17. Jh., evtl. älter       | mit Sitznischenportal, moderner Ladeneinbau, baugeschichtlich und platzbildprägend von Bedeutung. | 09278953 |
|                                         | Wohnhaus in halboffener Bebauung | Markt 4 (Karte)                     | bez. 1667                            | mit Sitznischenportal, moderner Ladeneinbau, baugeschichtlich und städtebaulich von Bedeutung. | 09278954 |
|                                         | Wohnhaus in Ecklage und offener Bebauung                                                                                              | Markt 5 (Karte)                     | 18. Jh.                              | baugeschichtlich und städtebaulich von Bedeutung. Obergeschoss zum Teil Fachwerk, verputzt bzw. verbrettert, mit Rundbogentür. | 09278955 |
|                                         | Wohnhaus in Ecklage | Markt 7 (Karte)                     | Mitte 19. Jh.                        | mit jüngerem Ladeneinbau, baugeschichtlich und platzbildprägend von Bedeutung. | 09278956 |
|                                         | Wohnhaus in offener Bebauung | Markt 8 (Karte)                     | bez. 1807                            | Wohnhaus in offener Bebauung (Korbbogentür im Schlussstein bez.) – baugeschichtlich und platzbildprägend von Bedeutung, mit Krüppelwalmdach. | 09278957 |
|                                         | Wohnhaus in halboffener Bebauung und in Ecklage                                                                                       | Markt 9 (Karte)                     | Anfang 19. Jh.                       | mit Korbbogenportal und Schlussstein, baugeschichtlich und platzbildprägend von Bedeutung. | 09278958 |
| Direkt Bild zu diesem Denkmal hochladen | Wohnhaus | Meltzerstraße 4 (Karte)             | Anfang 19. Jh.                       | Obergeschoss Fachwerk, zum Teil verbrettert und verkleidet, mit gegenüberliegendem Schuppen, baugeschichtlich von Bedeutung. | 09278960 |
|                                         | Ehem. Obermühle; Halber Mühlstein | Mühlweg (Karte)                     | 2. Hälfte 19. Jh.                    | Halber Mühlstein (mit Inschrifttafel) – letzter Hinweis auf die am Mühlweg bzw. Mühlsteig und am Fuße des Mühlberges gelegene Obermühle Lauenstein, ortsgeschichtlich von Bedeutung. Mühlstein als Hinweis auf den Standort der Obermühle, nach 1881 (Messtischblatt Altenberg) abgebrochen, ehemals mit Mühlgraben (zugeschüttet). | 09278961 |
|                                         | Wohnhaus in geschlossener Bebauung | Pollestraße 7 (Karte)               | 3. Viertel 19. Jh.                   | zeittypisches Gebäude mit Putzquaderung, Rundbogenfenstern und Stuckornamentik, baugeschichtlich und städtebaulich von Bedeutung. | 09278962 |
|                                         | Wohnhaus, nach rechts in geschlossener Bebauung                                                                                       | Pollestraße 10 (Karte)              | bez. 1797?                           | Korbbogentür im Schlussstein bezeichnet, baugeschichtlich von Bedeutung. | 09278963 |
|                                         | Wohnhaus in geschlossener Bebauung, mit Hofeinfahrt                                                                                   | Pollestraße 11 (Karte)              | bez. 1856                            | Konsolgesims über der Tür bezeichnet 1856, baugeschichtlich von Bedeutung. | 09278964 |
|                                         | Wohnhaus in geschlossener Bebauung | Pollestraße 13 (Karte)              | nach 1850                            | mit Rundbogenfenstern, baugeschichtlich von Bedeutung. | 09278965 |
|                                         | Wohnhaus in offener Bebauung | Pollestraße 16 (Karte)              | bez. 1808                            | großes Wohnhaus, zum Teil Fachwerk, verputzt, zwei Korbbogentüren mit Schlussstein, einer bezeichnet 1808, baugeschichtlich und straßenbildprägend von Bedeutung. | 09278966 |
| Weitere Bilder                          | Sachgesamtheit Schloss Lauenstein mit mehreren Einzeldenkmalen                                                                        | Schloß 1; 2; 3; 4; 5; 6; 7 (Karte)  | 14. Jh.                              | Sachgesamtheit Schloss Lauenstein mit folgenden Einzeldenkmalen: Schlossanlage (inklusive Ruine des Vorgängerbaus), vorgelagertem Wirtschaftshof, Lustgarten und Nutzgarten (Gartendenkmale), dazu Wasserbecken im Hof (Einzeldenkmale ID-Nr 09278968) – Anlage von großer geschichtlicher Bedeutung. | 09278967 |
| Weitere Bilder                          | Schloss Lauenstein, Wirtschaftshof mit Torhaus und Wirtschaftsgebäuden, Lustgarten und Nutzgarten (Einzeldenkmale zu ID-Nr. 09278967) | Schloß 1; 2; 3; 4; 5; 6; 7 (Karte)  | Anfang 16. Jh. und jünger, bez. 1512 | Einzeldenkmale der Sachgesamtheit Schloss Lauenstein: Schlossanlage (inklusive Ruine des Vorgängerbaus), vorgelagerter Wirtschaftshof mit Torhaus (Fassade mit Volutengiebel und Portal) und Wirtschaftsgebäuden (im Winkel an das Torhaus anschließendes Gebäude im Torbogen bez.), Lustgarten und Nutzgarten (Gartendenkmale), dazu Wasserbecken im Hof – Anlage von großer geschichtlicher Bedeutung (siehe auch Sachgesamtheitsdokument 09278967).                                                                                     | 09278968 |
|                                         | Wohnhaus in offener Bebauung | Schloßstraße 7 (Karte)              | bez. 1792                            | Korbbogentür im Schlussstein bezeichnet, baugeschichtlich von Bedeutung. Mansarddach mit halbem Walm. | 09278970 |
|                                         | Schulgebäude | Schloßstraße 8 (Karte)              | 1894                                 | bau- und ortsgeschichtlich von Bedeutung. Großer zweigeschossiger Putzbau (mit übergiebeltem Mittelrisalit und verdachtem Portal), später aufgestockt. | 09278971 |
| Direkt Bild zu diesem Denkmal hochladen | Wohnhaus in annähernd halboffener Bebauung                                                                                            | Schloßstraße 12 (Karte)             | 1609/1610 Dendro                     | innen wertvolle Holzdecke, trotz veränderter Fassade von großer baugeschichtlicher Bedeutung, da ein großer Teil der originalen Substanz (um 1610) im Haus noch vorhanden ist, so auch einfach stehender, weitgehend originaler Dachstuhl. Einfach stehender, weitgehend ursprünglicher Dachstuhl mit alten Holzverbindungen. | 09304636 |
| Direkt Bild zu diesem Denkmal hochladen | Wohnhaus in offener Bebauung | Schloßstraße 13 (Karte)             | bez. 1792                            | Korbbogentür im Schlussstein bezeichnet, baugeschichtlich und straßenbildprägend von Bedeutung. | 09278972 |
|                                         | Ehem. Amtsgericht, jetzt Grundschule Lauenstein                                                                                       | Talstraße 5; 6 (Karte)              | Ende 19. Jh.                         | Ehem. Amtsgericht, dazu Nebengebäude (ehem. Gefängnis) – Amtsgericht großer Putzbau mit aufwändiger Fassadengestaltung, baugeschichtlich und ortsgeschichtlich von Bedeutung. | 09278974 |
|                                         | Wohnhaus | Talstraße 10 (Karte)                | 1905/1910                            | baugeschichtlich von Bedeutung. Mit bossengequadertem Erdgeschoss und halbrundem Vorbau. | 09278975 |
|                                         | Villa | Talstraße 11 (Karte)                | um 1900                              | mit Schmuckfachwerk, Holzziergiebel und Türmchen, baugeschichtlich von Bedeutung. | 09278976 |
|                                         | Wohnhaus in halboffener Bebauung | Teichgasse 1 (Karte)                | bez. 1841                            | ländliches Wohnhaus, baugeschichtlich und städtebaulich von Bedeutung. Obergeschoss Fachwerk, zum Teil verbrettert und verschiefert, Korbbogentür bezeichnet. | 09278978 |
| Direkt Bild zu diesem Denkmal hochladen | Wohnhaus in halboffener Bebauung | Teichgasse 2 (Karte)                | 1. Hälfte 19. Jh.                    | ländliches Wohnhaus, baugeschichtlich und städtebaulich von Bedeutung. Obergeschoss Fachwerk, verbrettert. | 09278979 |
|                                         | Sachgesamtheit Friedhof Lauenstein mit Feierhalle                                                                                     | Teplitzer Straße (Karte)            | 2. Hälfte 19. Jh.                    | Sachgesamtheit Friedhof Lauenstein mit folgenden Einzeldenkmalen: Feierhalle, zwei Grabmäler und Einfriedung (Einzeldenkmale ID-Nr. 09278980, gleiche Anschrift) und dem Friedhof (Gartendenkmal) – ortsgeschichtlich und landschaftsgestaltend von Bedeutung. | 09301373 |
|                                         | Feierhalle, Grabmal und Einfriedung (Einzeldenkmale zu ID-Nr. 09301373)                                                               | Teplitzer Straße (Karte)            | 2. Hälfte 19. Jh.                    | Einzeldenkmale der Sachgesamtheit: Feierhalle, Grabmal und Einfriedung – ortsgeschichtlich von Bedeutung. | 09278980 |
| Direkt Bild zu diesem Denkmal hochladen | Wegestein | Teplitzer Straße (Karte)            | 19. Jh.                              | verkehrsgeschichtlich von Bedeutung, Sandstein. | 09278981 |
|                                         | Gasthof „Goldener Löwe“ | Teplitzer Straße 1 (Karte)          | 1806                                 | Gasthof in Ecklage, mit Saal (ohne Terrassenanbau) – Obergeschoss zum Teil Fachwerk, verbrettert, baugeschichtlich, ortsgeschichtlich und platzbildprägend von Bedeutung. | 09278982 |
|                                         | Wohnhaus | Teplitzer Straße 2 (Karte)          | bez. 1807                            | Wohnhaus (Korbbogentür im Schlussstein bez.) – Obergeschoss Fachwerk verbrettert, baugeschichtlich und städtebaulich von Bedeutung. | 09278983 |
|                                         | Wohnhaus | Teplitzer Straße 3 (Karte)          | bez. 1807                            | Wohnhaus (Korbbogentür im Schlussstein bez.) – mit jüngerem Ladeneinbau, baugeschichtlich und städtebaulich von Bedeutung. Inschrift: „Es ris mich unverhoft ein wüthent Feuer nieder, Jetzo aber stehe ich durch Gottes Gnade wieder“. | 09278984 |
|                                         | Wohnhaus in halboffener Bebauung | Teplitzer Straße 5 (Karte)          | 17. Jh. oder 18. Jh.                 | baugeschichtliche und städtebauliche Bedeutung. Wohl ehemaliges Fachwerk-Haus, sehr starke Erdgeschoss-Wände, steiles unregelmäßiges Satteldach. | 09303761 |
| Direkt Bild zu diesem Denkmal hochladen | Wohnhaus | Teplitzer Straße 7 (Karte)          | 1. Hälfte 19. Jh. (Bez. unleserlich) | Wohnhaus (Korbbogentür im Schlussstein bez.) – Obergeschoss Fachwerk verputzt, baugeschichtlich von Bedeutung. | 09278985 |
| Direkt Bild zu diesem Denkmal hochladen | Wohnhaus | Teplitzer Straße 8 (Karte)          | Mitte 19. Jh., Kern 18. Jh.          | baugeschichtlich von Bedeutung, Tür mit Verdachung. | 09278986 |
| Direkt Bild zu diesem Denkmal hochladen | Wohnhaus | Teplitzer Straße 9 (Karte)          | 18. Jh.                              | zum Teil verändert, u. a. städtebaulich von Bedeutung. | 09278987 |
|                                         | Wohnhaus | Teplitzer Straße 26 (Karte)         | bez. 1837                            | Obergeschoss Fachwerk verputzt, baugeschichtlich von Bedeutung. Giebelseite verschiefert, Korbbogentür im Schlussstein bezeichnet. | 09278988 |
| Direkt Bild zu diesem Denkmal hochladen | Wohnhaus | Teplitzer Straße 30 (Karte)         | bez. 1835                            | Obergeschoss Fachwerk verbrettert, baugeschichtlich und straßenbildprägend von Bedeutung, Korbbogentür im Schlussstein bezeichnet. | 09278989 |
|                                         | Wohnhaus in Ecklage | Teplitzer Straße 31 (Karte)         | bez. 1807                            | Wohnhaus in Ecklage (Korbbogentür im Schlussstein bez. 1807) – mit Fachwerkobergeschoss, baugeschichtlich und städtebaulich von Bedeutung. Oberstes Geschoss Fachwerk, Korbbogentür im Schlussstein bezeichnet. | 09278990 |
| Direkt Bild zu diesem Denkmal hochladen | Stützmauer | Teplitzer Straße 32 (Karte)         | 19. Jh.                              | straßenbildprägend von Bedeutung | 09278992 |
|                                         | Wohnhaus in geschlossener Bebauung | Teplitzer Straße 32 (Karte)         | bez. 1807                            | Wohnhaus (Korbbogentür im Schlussstein bez.) – u. a. städtebaulich von Bedeutung. | 09278991 |
|                                         | Wohnhaus in geschlossener Bebauung | Teplitzer Straße 33 (Karte)         | bez. 1807                            | Wohnhaus (Korbbogentür im Schlussstein bez.) – u. a. städtebaulich von Bedeutung. | 09278993 |
|                                         | Wohnhaus in geschlossener Bebauung | Teplitzer Straße 34 (Karte)         | bez. 1807                            | Wohnhaus (Korbbogentür im Schlussstein bez.) – u. a. städtebaulich von Bedeutung. | 09278994 |
|                                         | Wohnhaus in halboffener Bebauung | Teplitzer Straße 35 (Karte)         | 1. Hälfte 19. Jh.                    | Wohnhaus in halboffener Bebauung – u. a. städtebaulich von Bedeutung. | 09278995 |

## Ausführliche Denkmaltexte
1. ↑  Sachgesamtheitsbestandteil der Sachgesamtheit Müglitztalbahn, Teilabschnitt Altenberg, OT Lauenstein, mit den Einzeldenkmalen: Haltepunkt Lauenstein (Einzeldenkmal ID-Nr. 09278927) und Haltepunkt Hartmannmühle (siehe Einzeldenkmal ID-Nr. 09302507) sowie den Sachgesamtheitsteilen: Müglitzbrücke (km 27,645, HSO über NN 455), Eisenbahnübergang (km 27,803), Müglitzbrücke (km 28,226), Anschlussstellwerk BHG Lauenstein (km 28,4), Bahnübergang Bahnhofstraße (km 28,6; HSO über NN 472,5), Stützmauer (km 30,5), Stützmauer (km 31,1) und Brücke Rotes Wasser (km 29,440, HSO über NN 495) sowie mit dem Gleiskörper (siehe Sachgesamtheit ID-Nr. 09221668, Gemeinde Heidenau).
  - Sachgesamtheitsteil Müglitzbrücke (km 27,645, HSO über NN 455): Länge / Höhe / Breite 21,3 m / 4,1 m / – max N / min R 49 ‰ / 227 m. Kurze Betonträgerbrücke mit angevoutetem Träger. Die Betonwiderlager bilden in diesem Flussabschnitt die Uferbefestigung. Im Unterschied zu den meisten anderen Brücken der Strecke wurde die Betonoberfläche nicht gespitzt, die horizontale Schalung ist ablesbar.
  - Sachgesamtheitsteil Eisenbahnüberführung (km 27,803): Länge / Höhe / Breite 14,47 m / 4,6 m / 0. Kurze Betonträgerbrücke mit angevoutetem Träger. Im Unterschied zu den meisten anderen Brücken der Strecke wurde die Betonoberfläche nicht gespitzt.
  - Sachgesamtheitsteil Müglitzbrücke (km 28,226): Länge / Höhe / Breite 14,15 m / / . Kurze, einfache Betonträgerbrücke. Im Unterschied zu den meisten anderen Brücken der Strecke wurde die Betonoberfläche nicht gespitzt.
  - Sachgesamtheitsteil Brücke Rotes Wasser (km 29,440, HSO über NN 495): Länge / Höhe / Breite 17,4 m / 2,9 m / . Kurze, einfache Betonträgerbrücke.
  - Sachgesamtheitsteil Stützmauer (km 30,5): Leicht gekrümmt neben den Gleisen verlaufende Bruchstein-Stützmauer und einem Wanderweg.
  - Sachgesamtheitsteil Stützmauer (km 31,1): Unterhalb des Gleisbettes verlaufende Bruchstein-Stützmauer.
2. ↑  Bahnhof Lauenstein (DLST – 06392 IV), Eisenbahnstrecke Heidenau – Kurort Altenberg (HA 6605), Müglitztalbahn. Ehem. Funktion / Bedeutung: Bahnhof. Heutige Funktion/Bedeutung: Haltepunkt.
  - Lage in der Umgebung: Von Bärenstein kommt die Strecke ebenerdig linkerhand der Müglitztalstraße und der Müglitz zum Haltepunkt Lauenstein, die singulär am Abzweig der Straße zur Stadt gelegen ist. Die Gleise verlaufen hier zwischen Straße und Müglitz, das Bahnhofsgebäude liegt dabei untypisch hinter den Gleisen statt an der Straße. Beschreibung: Typus 2,5-geschossiges Empfangsgebäude mit Güterboden.
  - Äußeres: An das 2,5-geschossige Empfangsgebäude mit Wartehalle, Diensträumen sowie einer Beamtenwohnung im Obergeschoss schließt sich direkt der Güterboden an. Die beiden Teile sind in Gestaltung, Tiefe und Traufhöhe voneinander abgesetzt. Beim Empfangsgebäude handelt es sich um einen Putzbau mit graubraunem Kellenputz, der Güterboden ist ein Holzbau mit vertikaler, dunkelbrauner Deckelschalung und einem Ladetor an jeder Seite. Die Dächer sind erzgebirgstypisch mit Schieferschindeln gedeckt. Im Dach des Empfangsgebäudes sitzen 4 Gauben. Der Eingang zum Warteraum liegt an der Südseite, die große Doppeltür ist zurückgesetzt. Am gleisseitigen Südende besitzt der Bau einen vorgezogenen Bereich. Dessen Fensterreihe diente dem Bahnhofsvorsteher zur direkten Einsichtnahme auf den Bahnübergang.
  - Inneres: Die Warteraumausstattung scheint zumindest teilweise erhalten zu sein.
  - Besonderheiten / Details: Im vorgezogenen Bereich am Empfangsgebäude sitzt das Stadtwappen als Relief und darunter der Stationsname „Lauenstein“ als Sgraffito. Im Giebel befindet sich unter dem Rundfenster das Sgraffito „Erbaut 1938“. Ein weiteres, das nationalsozialistische Hoheitszeichen mit Adler und Hakenkreuz, befand sich mittig links. Die unterschiedliche Putzstruktur macht die Stelle erkennbar. Die weißen Sprossenfenster im Obergeschoss besitzen hellblaue Fensterläden. Die Tore des Güterbodens sind aufgedoppelt mit diagonal angeordneten, profilierten Brettern, welche jeweils in der Mitte des Torflügels spitz zusammenlaufen.
  - Veränderungen / Zustand: Das Gebäude ist in renovierungsbedürftigem, aber anscheinend nicht in akut gefährdetem Zustand. 2017: an der gleisseitigen Traufseite sind noch Reste der Stellwerkstechnik vorhanden. Der Warteraum im Inneren ist noch mit den bauzeitlichen Bänken ausgestattet.
3. ↑  Evangelische Stadtkirche. Sehr beachtenswerte nachgotische Hallenkirche. Nach Brand 1596–1602 Wiederaufbau, unter Verwendung der erhaltenen Teile (Chor, Umfassungswände, Turmuntergeschoss). Restaurierungen nach Kriegsschäden 1643 bis 1655, sowie 1668 nach Brand (Emporeneinbau), 1774 (Emporen), 1871 (Um- oder Neubau der Sakristei, Entfernung einiger Emporen), 1896 „große Kirchenrenovation“ (Ersatz der Patronatsloge durch kleinen Balkon, weitere Reduzierung der Emporen, Wiederauffinden und Restaurierung der Deckenmalerei im Chor, Ausmalungen im Schiff, Einsetzen von drei farbigen Glasfenstern, Restaurierung von Teilen der Ausstattung), 1902 und seit 1992. Das Äußere schlicht, dreischiffiges Langhaus, der einschiffige Chor mit 3/8-Schluss, Strebepfeiler um Schiff und Chor, quadratischer Westturm mit Welscher Haube. An der Nordseite vermauertes spätgotisches Portal, darüber (im Innern zum Teil freigelegt) ein spitzbogiges Fenster. Anbauten am Chor: An der Nordostseite Bünaukapelle (um 1600), westlich anschließend Treppenturm und Sakristei (Ende 19. Jh.). (Dehio Sachsen I, 1996).
  - Geschichte: 1340 erstmalige Erwähnung; letztes Drittel des 15. Jh. Neubau; 1594 Beschädigung der Kirche durch Stadtbrand; 1596–1602 Wiederaufbau unter der Herrschaft von Günther von Bünau unter Verwendung der erhaltenen Teile des Chores, der Umfassungsmauer und des Turmuntergeschosses, sowie mit neuer Ausstattung (Altar, Taufe, Kanzel und Orgel) und Begräbniskapelle der Familie von Bünau (mit Epitaph für die Familie von Bünau, von Lorenz Hörnig, nach 1611 und mit drei Grabplatten mit Inschriften); 1643–1655 Restaurierung der Kirche nach Schäden durch den Dreißigjährigen Krieg; 1668 Restaurierung der Kirche nach Stadtbrand; 1774 und 1874 Restaurierung (Entfernung der Fenstermaßwerke am Chor und an der Bünaukapelle); 1806 Brand; 1806 Deckenmalerei im Chor übertüncht; nach 1806 Welsche Haube auf den Kirchturm statt des vorherigen Satteldaches mit Volutengiebeln gesetzt; 1896 Renovierung durch die Architekten Rudolf Schilling und Julius Graebner (dabei Wiederauffinden der Deckenmalerei im Chor und der Ausmahlungen im Kirchenschiff); Ende des 19. Jh. Treppenturm neben der Bünaukapelle; Ende des 20. Jh. Abriss des an den Kirchhof im Osten angrenzenden Pfarrhauses; 1992–1997 Restaurierung einschließlich der gesamten Ausstattung; 2005 Restaurierung nach einem Brand.
  - Kirche: mit Holzmaßwerk, dreischiffige Hallenkirche mit Westturm und eingezogenem Chor, Gewände am Treppenturm bezeichnet 1594, kleiner Treppenturm mit Fenster bezeichnet 1519, Portal von Michael Schwenke (ehemals bezeichnet 1602). Ausstattung: Altar, Taufe, Kanzel, Epitaph, Orgel (um 1600).
  - Kirchhof: Gehölze: ein von ehemals zwei Solitärbäumen (Linden) im Nordwesten der Kirche (Stubben der zweiten Linde vorhanden), im Süden eine Buche. Blickbeziehung: im Norden über die Einfriedungsmauer (Stützmauer) Blick in die Landschaft, im Westen durch eine Gasse Blickbeziehung zwischen Kirche und Markt, im Süden aus der Teplitzer Straße Blickbezug zur Kirche.
  - Kirchhofsbestandteil: Einfriedung: im Westen Reste der Einfriedungsmauer aus Bruchsteinmauerwerk mit zum Teil erhaltenen Sandsteinabdeckplatten, im Norden Einfriedungsmauer als hohe Stützmauer und Brüstungsmauer mit Sandsteinabdeckplatten, Westtor mit Sandsteinpfeilern und Sandsteinabdeckplatten. Grabmal: Drei Sandsteingrabmale im Nordwesten der Kirche.
  - Kriegerdenkmal, Erster Weltkrieg: Kriegerdenkmal im Nordwesten der Kirche, vor diesem rechts und links je eine Steinbank und je ein Solitärbaum (eine Linde von ehemals zwei erhalten).
4. ↑  Einzeldenkmale der Sachgesamtheit Schloss Lauenstein
  - Burg und Schloss, Heimatmuseum. Unregelmäßige Anlage auf dem steil abfallenden Bergsporn von annähernd dreieckigem Umriss, mit ausgedehntem vorgelagertem Wirtschaftshof, Torhaus und einer barocken Gartenanlage. Restaurierungen 1957–1960, 1969, 1974 (Türkensaal), seit 1979. Die ältesten Teile (ab 13. Jh.) sind die Untermauerungen, Kellergewölbe und die Ruinen um den westlich gelegenen Trompetersaal (um 1600), der 1849 bis auf die Nordwand abgetragen wurde. Die bisher aufgefundenen zwei Stockwerke darunter gehören ebenfalls zu der älteren Anlage. Um 1480 wurde der Westflügel und die Schlosskapelle errichtet, der Flügel ab 1609 zur Galerie umgestaltet. An der Hofseite ist noch der ehem., leicht spitzbogige Haupteingang mit Nebenpforte erhalten. Dieser westliche Trakt zum Teil noch mit Vorhangbogenfenstern, die Kapelle zusätzlich mit einem Maßwerkfenster. Vom äußeren Mauerring blieben die beiden Rund- und Halbrundtürme an der Ostseite und der quadratische Turm an der Südostseite erhalten. Sie wurden M. 16. Jh. in den Umbau der Burg einbezogen, die v. a. unter Günther von Bünau zu einem prunkvoll ausgestatteten Renaissanceschloss umgestaltet wurde.
  - Torhaus: Rundbogenportal mit Volutengiebel aus Sandstein, seitlich gerahmt von kannelierten Pilastern, in den Zwickeln vollplastische Köpfe. Über dem Gesims in einem kleinen, von einem Dreieckgiebel abgeschlossenen Feld zwei Wappen, darüber in einer rundbogigen Nische Justitia, daneben, ebenfalls in Nischen, Personifikationen der Frömmigkeit und Milde, um 1580. In dem darüberliegenden Raum mit Beschlagwerkornamentik, Rosetten und Fruchtgehängen reich stuckiertes Gewölbe (vgl. Türkensaal) und Konsolköpfe aus dem abgebrochenen Trompetersaal, die vermutlich von Michael Schwenke oder Lorenz Hornung gefertigt wurden und angeblich Mitglieder der Familie von Bünau darstellen (solche Konsolköpfe noch in mehreren Räumen des Schlosses). Als Abschluss ein mit Voluten geschmückter Ziergiebel. – An der Südostseite des Schlosses ähnlich gestaltetes Rundbogenportal, eingefasst von kannelierten Pilastern. Über dem Gebälk Bergbaudarstellung in einem Segmentbogen, seitlich zwei wappentragende Bergmänner in Rundbogennischen, um 1580. Die davor befindliche steinerne Brücke und die sich nördlich anschließende kleine Gartenanlage datiert 1716.
  - Der quadratische Turm und der anschließende Halbrundturm ebenfalls mit volutengeschmückten Ziergiebeln. Im Erdgeschoss des quadratischen Turms ebensolches Gewölbe wie im Türkensaal und Konsolköpfe. In dem halbrunden Turm, unter dem an der Außenwand befindlichen Wappen bezeichnet 1556, ein Raum (Café) mit Zellengewölbe und Konsolköpfen. Zu den prächtigsten Räumen des Schlosses gehört der Türkensaal, ausgestattet mit einer reich stuckierten Decke in Beschlag- und Rollwerkornamentik, Nachbildungen türkischer Krieger und exotischer Tierköpfe, sowie einem Allianzwappen der Bünau-Bredow, um 1600. – Darüber der Vogelsaal mit einem zweijochigen Netzgewölbe. 1983–1987 Restaurierung, dabei Freilegung der Malereien mit Vögeln und floralen Motiven aus der Zeit um 1600. In diesem Raum befindet sich von der ehem. Ausstattung ein sehr reich gestalteter, polychromer Schrank, bezeichnet 1662 (der Schrank sicherlich älter). Die in ihrer Nutzung mehrfach umgewandelte Schlosskapelle mit Tonnengewölbe, 1983/84 restauriert. Die farbig gefassten Konsolköpfe aus Sandstein stammen aus dem Trompetersaal.
  - Wirtschaftshof: Die Gebäude des Wirtschaftshofes aus dem 15. bis 17. Jh. An der Ostseite ein rundbogiger Durchgang bezeichnet 1574, die Gebäude der Westseite mit Kreuzgratgewölben im Innern. (Dehio Sachsen I, 1996). Bodenrelief: von Nordosten nach Südwesten ansteigende Hoffläche. Befestigung: Straße von der Tordurchfahrt vom Markt zum Wirtschaftshof bis zum Schlosstor mit Kleinsteinpflaster befestigt, südwestliche Hoffläche mit Natursteinpflaster befestigt. Gehölze: im Südwesten der gepflasterten Hoffläche eine und im Nordwesten der gepflasterten Hoffläche drei Linden im Nordwesten des Wirtschaftshofes Schmuckanlage mit Rasenfläche, achteckigem Wasserbecken, Ringweg um das Wasserbecken mit Wegeanbindungen zur Hoffläche, und Solitärbäumen (Eiche und Pyramideneiche).
  - Lustgarten: „Hirschgrube“, 1716 wurde der Lustgarten angelegt. Die bis in das 20. Jh. erhaltene Grundaufteilung (Wegekreuz) wurde 1998 nach hist. Plänen restauriert. Lage: im Osten des Schlosses, auf dem Terrain des ehemaligen Schlossgrabens, im Norden der ehemaligen Schlossbrücke Einfriedung: im Norden und Osten Stützmauern aus Bruchsteinmauerwerk, im Westen Stützmauer aus Sandsteinquadern Bodenrelief: Terrassierung, eine Stützmauer mit Treppe trennt den oberen größeren Teil des Gartens im Süden von dem kleineren unteren Teil im Norden, der untere wird von einer Mauer zum tiefer liegenden Schlosshang im Norden abgestützt.
  - Erschließung: im Norden von der ehemaligen Schlossbrücke ausgehend eine Treppenanlage in den tiefer liegenden Lustgarten, ein Weg an der Oberkante des Schlosshanges im Norden des Lustgartens. Wege: orthogonales Wegesystem aus wassergebundener Decke, im oberen größeren Teil des Lustgartens ein Wegekreuz mit mittigem kreisförmigen Beet (1998 rekonstruiert). Vegetationsflächen: von Buchsbaumhecken eingefasste Rasen- und Beetflächen (1998 rekonstruiert). Gehölze: Baumgruppe bestehend aus einer Eiche an der Nordost-Ecke auf der unteren Terrasse des Lustgartens, einer Lärche und einer Esche an der Nordost-Ecke außerhalb des Gartens.
  - Nutzgarten: Lage: im Südwesten des Schlosses. Bodenrelief: Terrassierung, 3 Stützmauern aus Bruchsteinmauerwerk (neu aufgesetzt) eine Treppe mit Sandsteinstufen von der unteren zur oberen Terrasse des Nutzgartens (Neubau). Erschließung: einer Tür des Schlosses und eine Treppe mit Sandsteinstufen im Nordosten der oberen Terrasse des Nutzgartens, eine Tür in einem Nebengebäude des Wirtschaftshofes und eine Treppe mit Sandsteinstufen im Südosten außerhalb des Nutzgartens (Anbindung an den Wirtschaftshof), Tor im Südosten der unteren Terrasse (Neubau), Tür im Südosten der oberen Terrasse (Neubau), Treppe zwischen der unteren und oberen Terrasse des Nutzgartens. Wasserelement: Schöpfbecken aus Sandstein im Nordwesten der unteren Terrasse (vorheriger Standort: Wirtschaftshof). Vegetationsflächen: Beetflächen mit regionaltypischen Kräutern und Gemüse (neu angelegt, Aufteilung der Flächen nach vergleichbaren historischen Vorbildern). Wege: mit wassergebundener Wegedecke (neu angelegt). Obstwiese: Lage: im Nordwesten der Schlossanlage.
  - Schlossberg: im Norden des Lustgartens Schlosshang frei gehalten (Tiergehege für Damwild), im Nordwesten mit Baumbestand. Blickbeziehung: von der umgebenden Landschaft vielfache Blickbeziehungen zum Schloss, vom Lustgarten und Nutzgarten Sichtbezüge in die umgebende Landschaft. Umgebung: an dem, dem Schloss im Norden gegenüberliegenden Hang Wege mit unterschiedlichen Sichtbezügen zum Schloss, oft durch Bäume gerahmt.
5. ↑  Sachgesamtheit Friedhof Lauenstein
  - Friedhof: Mit der Aufgabe der Bestattungen auf dem Kirchhof der Stadtkirche von Lauenstein ist der Friedhof in der zweiten Hälfte des 19. Jh. angelegt worden. Der Erweiterungsteil im Südosten des Friedhofes wurde 1936 durch die Familie Weichelt hinzugefügt.
  - Lage: am Südost-Rand der Altstadt mit direktem Bezug zur Landschaft, Teplitzer Straße im Nordosten und Weg im Südwesten des Friedhofes.
  - Bodenrelief: von Nord nach Süd ansteigendes Gelände. Terrassierung: eine von Nordwesten nach Südosten verlaufende Stützmauer aus Bruchsteinmauerwerk teilt den Friedhof in eine untere nordöstliche und eine obere südwestliche Ebene.
  - Gehölze: Zwei Torbäume (Linden) vor dem Haupteingang, zwei Koniferen (Lebensbäume) und zwei Solitärsträucher (Rhododendron) im Eingangsbereich, eine Baumreihe (15 Linden, ein Stubben und einige Fehlstellen) an der Innenseite der südwestlichen Einfriedungsmauer des Friedhofes, eine Baumreihe von acht Linden an der Südost-Grenze des Friedhofes, eine Baumreihe von fünf Roteichen von ehemals sieben (zwei Stubben erhalten) an der Südost-Grenze des Erweiterungsbereiches, ein Solitärbaum (Rosskastanie) im Süden innerhalb des Erweiterungsbereiches, ein Solitärbaum (Rosskastanie) im Nordosten außerhalb des Erweiterungsbereiches, zwei Solitärbäume (Koniferen) auf dem Erweiterungsbereich, am Fuß der den Friedhof untergliedernden Stützmauer noch drei erhaltene Stubben einer ehemaligen Lindenreihe.
  - Erschließung: Wegesystem, bestehend aus Längs- und Querwegen weitestgehend mit einer Grasnarbe überwachsen. Ein Zugangsweg im Nordwesten der Feierhalle bestehend aus einem Rampenweg mit Stützmauer, einem Geländer mit Handlauf, einer Treppe mit vier Sandsteinstufen, einem kleinen Vorplatz vor der Feierhalle und einer weiteren Stufe nach Südwesten.
  - Blickbeziehung: Blickbezug von Ost nach West von der Teplitzer Straße aus – Rahmung des Blickes zum Friedhof durch rechtsseitige Straßenbäume und linksseitige Kastanie, Blickbezug von Nordwesten nach Südosten von der Teplitzer Straße zum Nordwest-Tor mit den beiden Torbäumen, Blickbezug vom Nordwest-Tor zur Stadtkirche, Blickbezug vom Friedhof nach Nordosten, Südosten und Südwesten in die Landschaft.
6. 1 2  Einzeldenkmale Friedhof Lauenstein
  - Feierhalle: Einfriedung: im Südwesten (zum Hang) Stützmauer aus Bruchsteinmauerwerk mit Sandsteinabdeckplatten, der südöstliche Abschnitt der nordöstlichen Einfriedung Stützmauer aus Bruchsteinmauerwerk mit Resten von Sandsteinabdeckplatten und einem Abschlusspfeiler aus Sandstein gemauert mit Sandsteinaufsatz, im Nordosten zwei hohe Torpfeiler mit Aufsatz aus Sandstein, zweiflügeliges, schmiedeeisernes, grün gefasstes Tor, Sandsteinschwelle, zwei kleinere Eckpfeiler mit Aufsatz aus Sandstein und je ein schmiedeeisernes Zaunfeld zwischen Torpfeiler und Eckpfeiler.
  - Skulptur: weibliche Figur mit Kreuz und Anker aus Sandstein auf Sandsteinsockel mit Inschriften auf allen vier Seiten (schwer lesbar), Inschrift auf dem Kreuz: „WIEDER SEHN“.
  - Gruft: auf dem Erweiterungsteil „Ruhestätte der Familie Weichelt“ (Ernst Bernhard Weichelt, Bezirksschornsteinfegermeister, gest. 14. März 1936) mit einer hohen verputzten Mauer aus Bruchsteinmauerwerk und einer davor stehenden Hainbuchenhecke, Grabmal, Anlage mit Einfassungssteinen und Treppe.